# 24: Live Another Day
24: Live Another Day è una miniserie televisiva statunitense del 2014 trasmessa da Fox.
Si tratta di un sequel di 24, la cui trama è ambientata quattro anni dopo gli eventi dell'ottava e ultima stagione della serie madre.
In Italia è stata trasmessa in prima visione a pagamento da Fox nel 2014, e in chiaro da Cielo nel 2016.

## Trama
L'ex agente federale Jack Bauer, da quattro anni latitante e nel frattempo accusato di svariati crimini, ricompare a Londra per impedire un attentato al presidente statunitense, James Heller, nella capitale inglese assieme alla figlia Audrey per siglare un importante accordo militare con il governo britannico. Per sventare i piani di Margot Al-Harazi, vedova di un terrorista mediorientale e in cerca di vendetta, Bauer ha bisogno dell'aiuto della sua vecchia amica Chloe O'Brian; anche lei è nel frattempo scappata dallo spionaggio, per unirsi a una cellula antigovernativa dedita alla pubblicazione di documenti segreti. Le loro vicende finiscono per intrecciarsi con quelle di Kate Morgan, agente al suo ultimo giorno di lavoro alla stazione londinese della CIA.

## Personaggi e interpreti

### Personaggi principali
- Jack Bauer, interpretato da Kiefer Sutherland, doppiato da Massimo Rossi.
È un ex agente senza scrupoli del CTU disposto a tutto pur di combattere il terrorismo, ricorrendo spesso anche a metodi estremi come la tortura.
- Kate Morgan, interpretata da Yvonne Strahovski, doppiata da Federica De Bortoli.
È un agente operativa della CIA.
- Mark Boudreau, interpretato da Tate Donovan, doppiato da Franco Mannella.
È il capo di gabinetto della Casa Bianca nonché marito di Audrey.
- Chloe O'Brian, interpretata da Mary Lynn Rajskub, doppiata da Micaela Incitti.
È una brillante ex analista del CTU, che ha sempre aiutato l'amico Jack nelle sue missioni.
- James Heller, interpretato da William Devane, doppiato da Dario Penne.
È il padre di Audrey nonché una vecchia conoscenza di Jack, ora presidente degli Stati Uniti.
- Erik Ritter, interpretato da Gbenga Akinnagbe, doppiato da Fabrizio Vidale.
È un agente operativo della CIA.
- Jordan Reed, interpretato da Giles Matthey.
È un tecnico informatico della CIA.
- Adrian Cross, interpretato da Michael Wincott.
È un noto hacker che guida un movimento per la libera informazione.
- Steve Navarro, interpretato da Benjamin Bratt, doppiato da Alessio Cigliano.
È il responsabile delle operazioni della CIA.
- Audrey Boudreau, interpretata da Kim Raver, doppiata da Chiara Colizzi.
È una donna che in passato ha avuto una storia sentimentale con Jack.

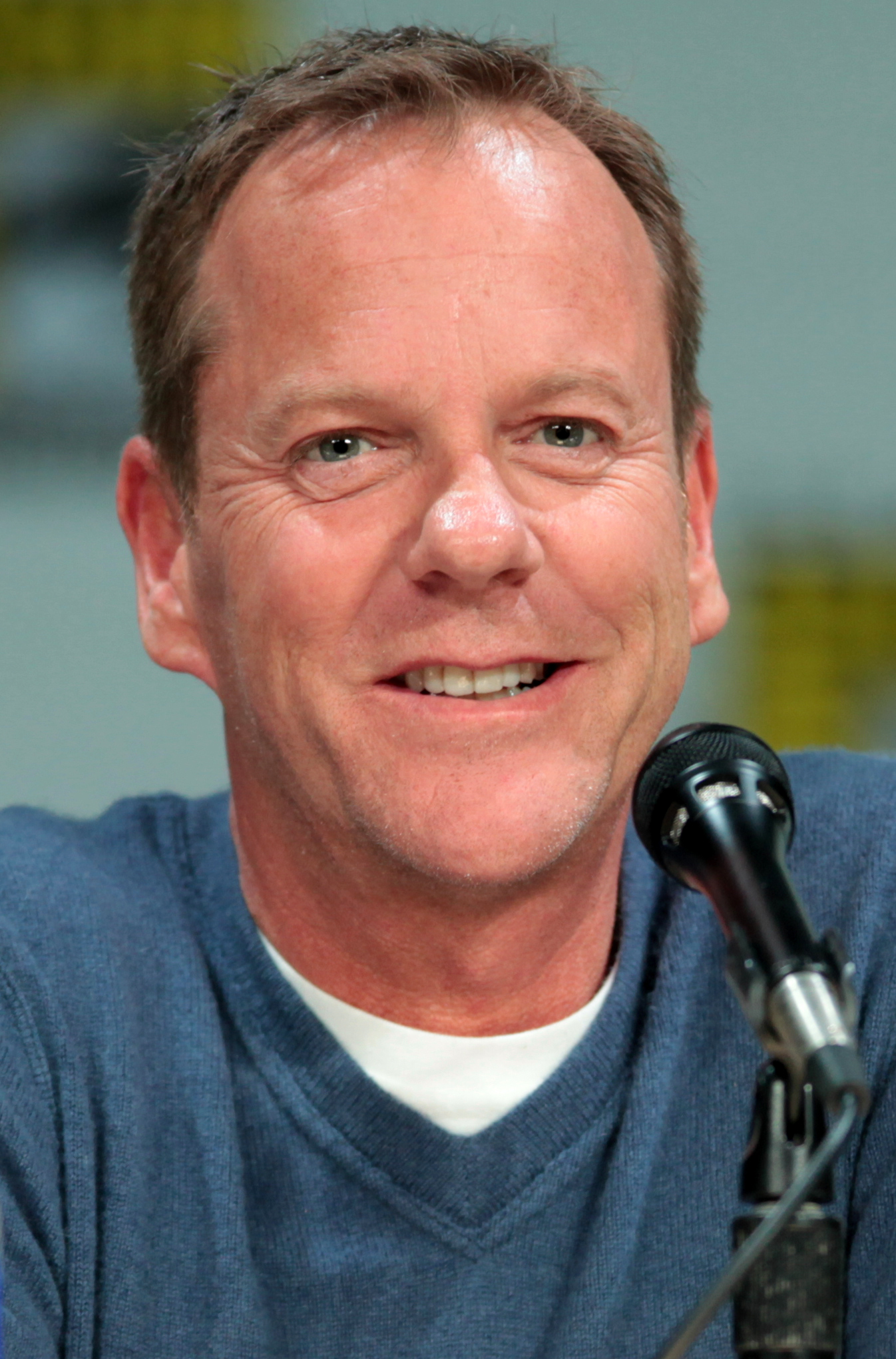
Kiefer Sutherland interpreta Jack Bauer
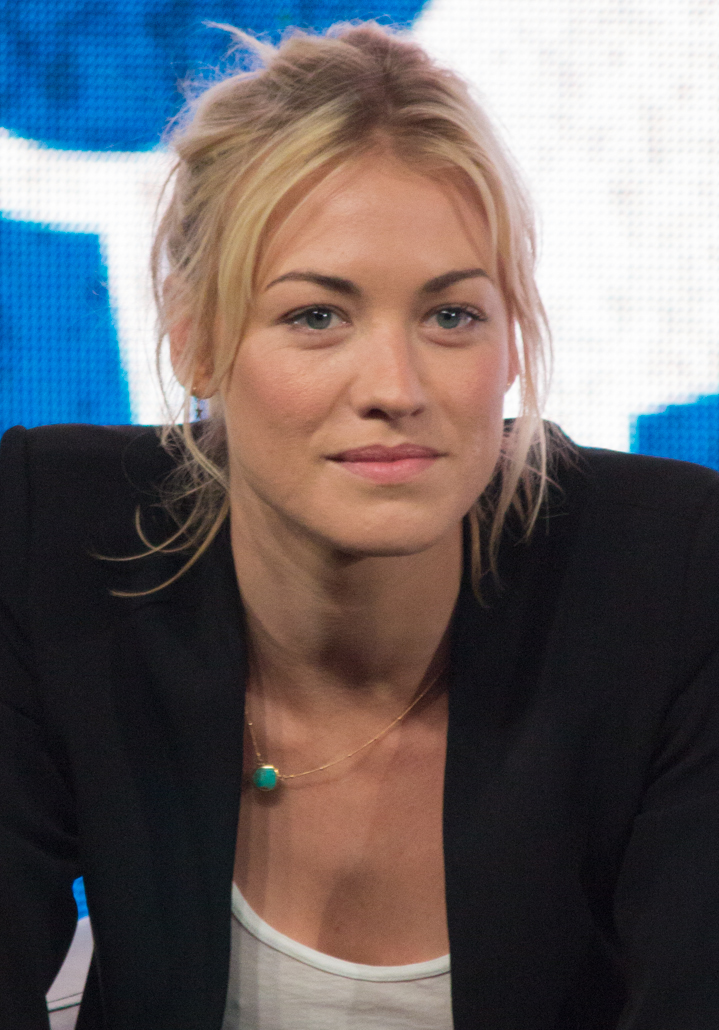
Yvonne Strahovski interpreta Kate Morgan
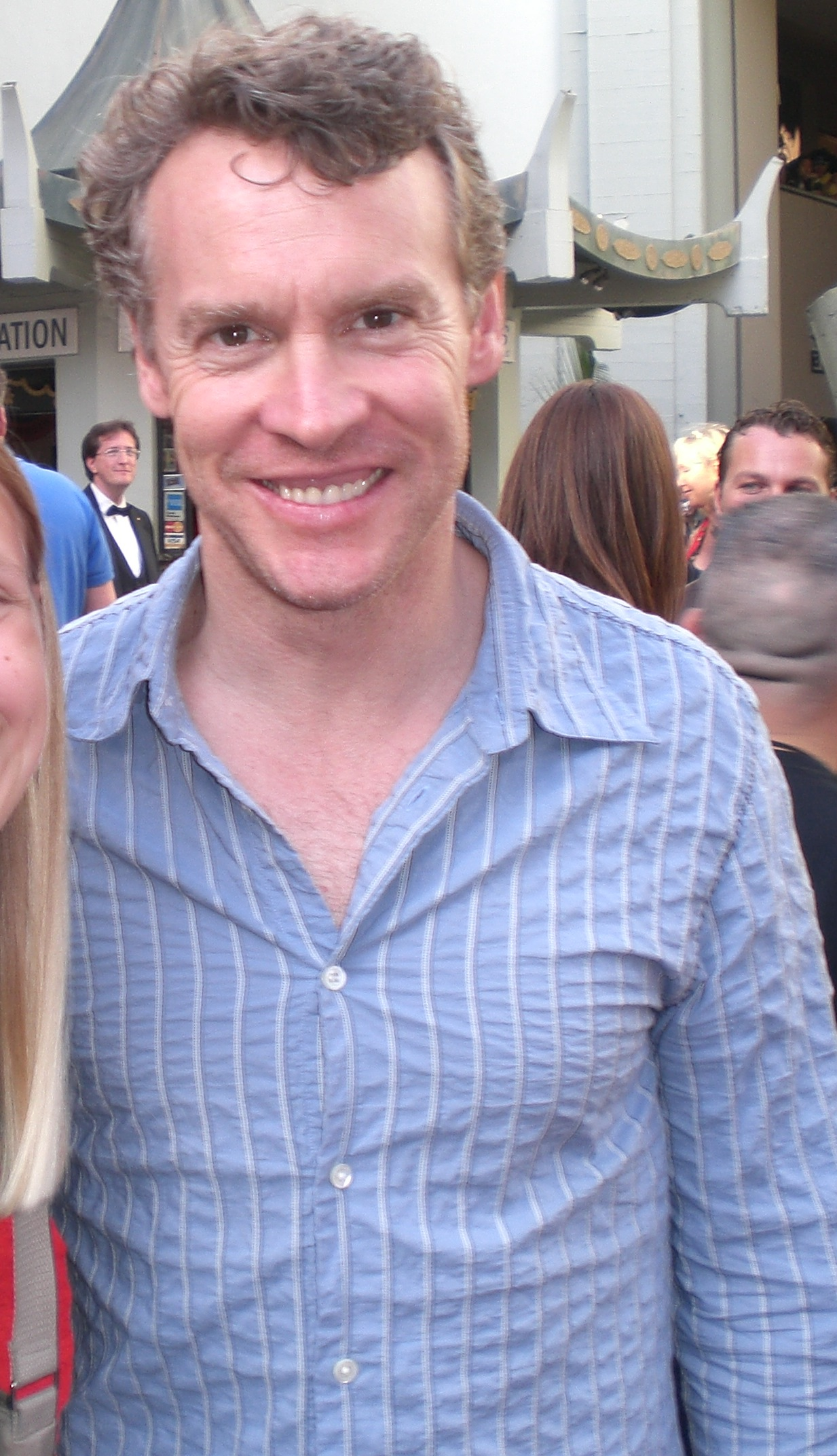
Tate Donovan interpreta Mark Boudreau
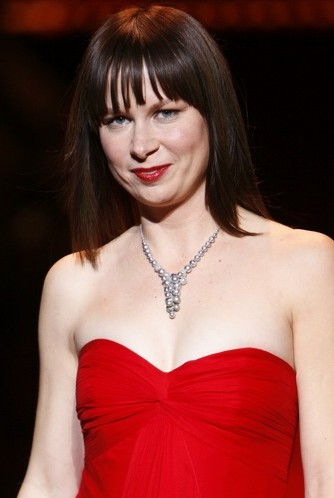
Mary Lynn Rajskub interpreta Chloe O'Brian
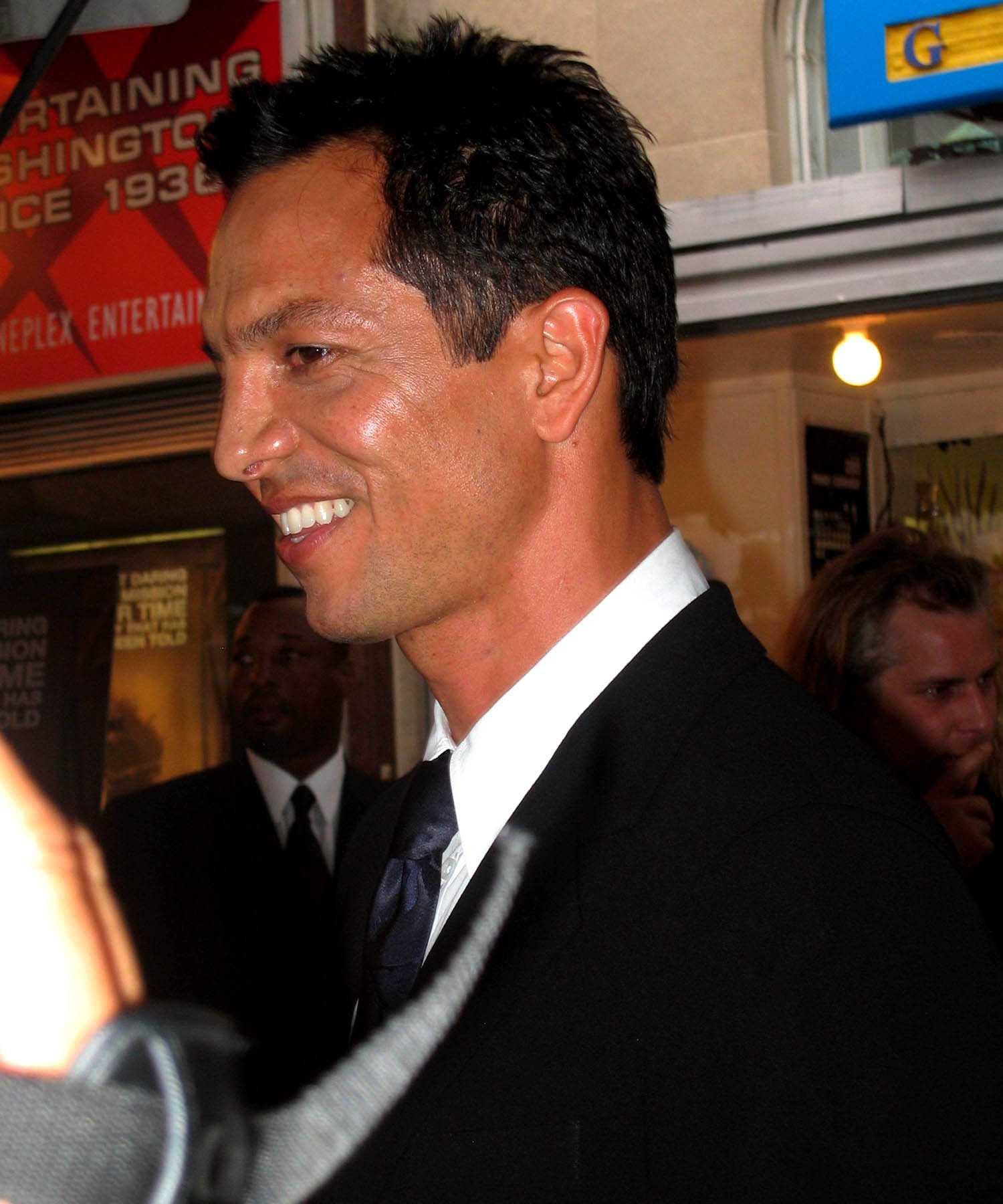
Benjamin Bratt interpreta Steve Navarro
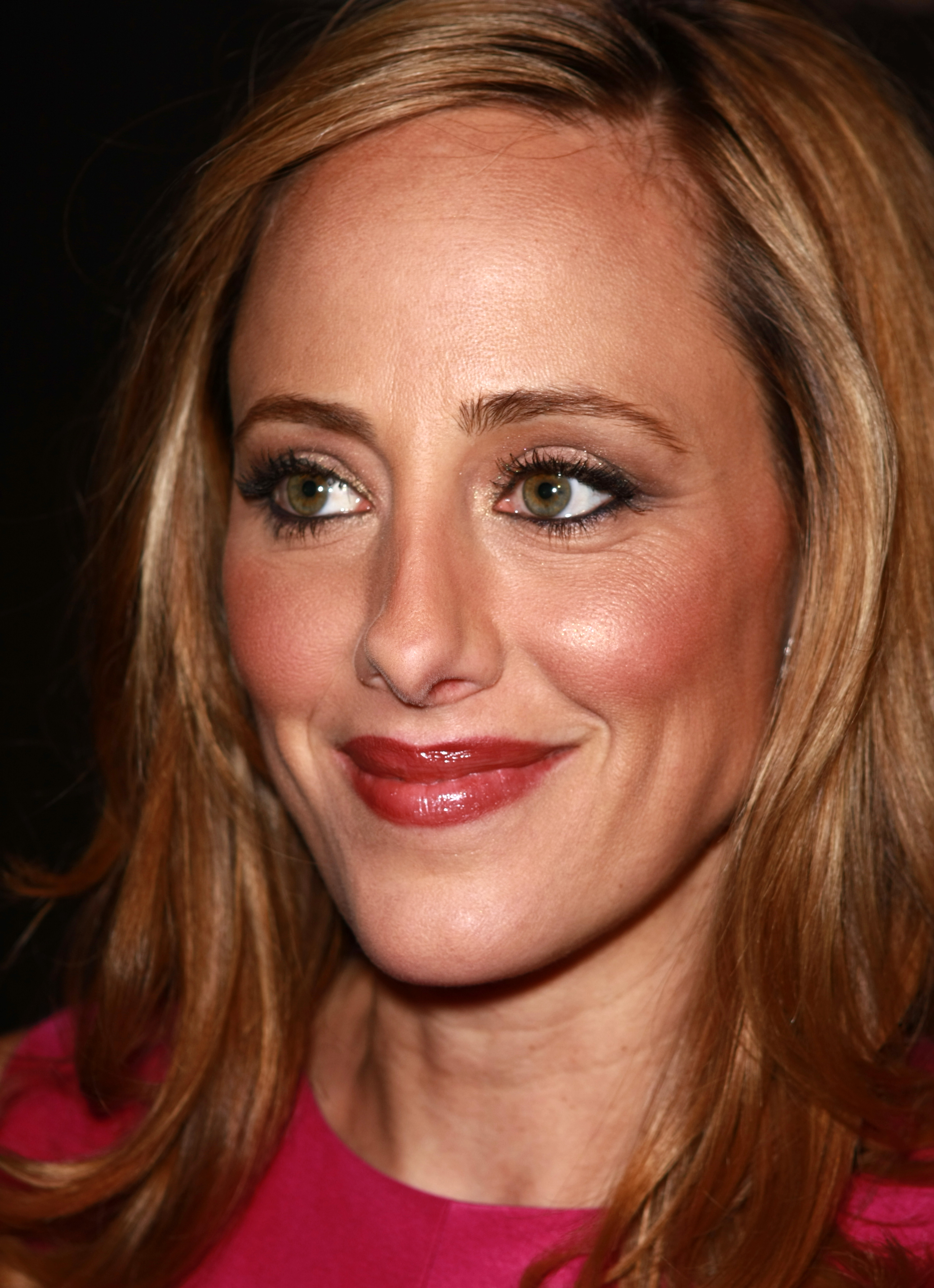
Kim Raver interpreta Audrey Boudreau

### Personaggi secondari
- Margot Al-Harazi, interpretata da Michelle Fairley.
È la vedova, di nazionalità britannica, di un noto terrorista, doppiata da Emanuela Rossi.
- Alastair Davies, interpretato da Stephen Fry.
È il primo ministro del Regno Unito, doppiato da Renato Cecchetto.
- Generale Coburn, interpretato da Colin Salmon.
È un alto militare statunitense, doppiato da Massimo Corvo.

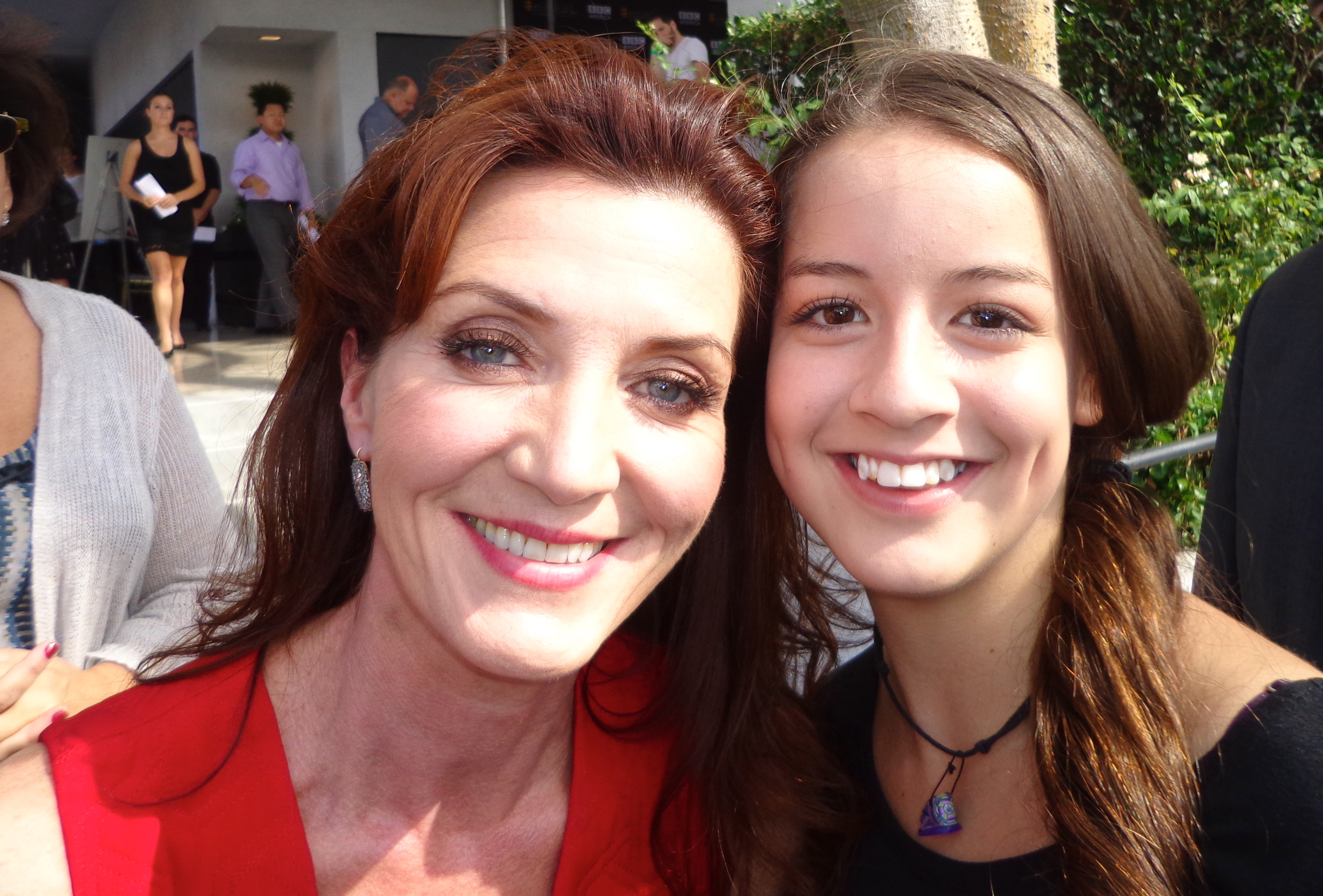
Michelle Fairley interpreta Margot Al-Harazi
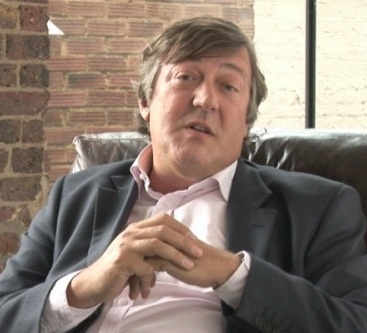
Stephen Fry interpreta Alastair Davies
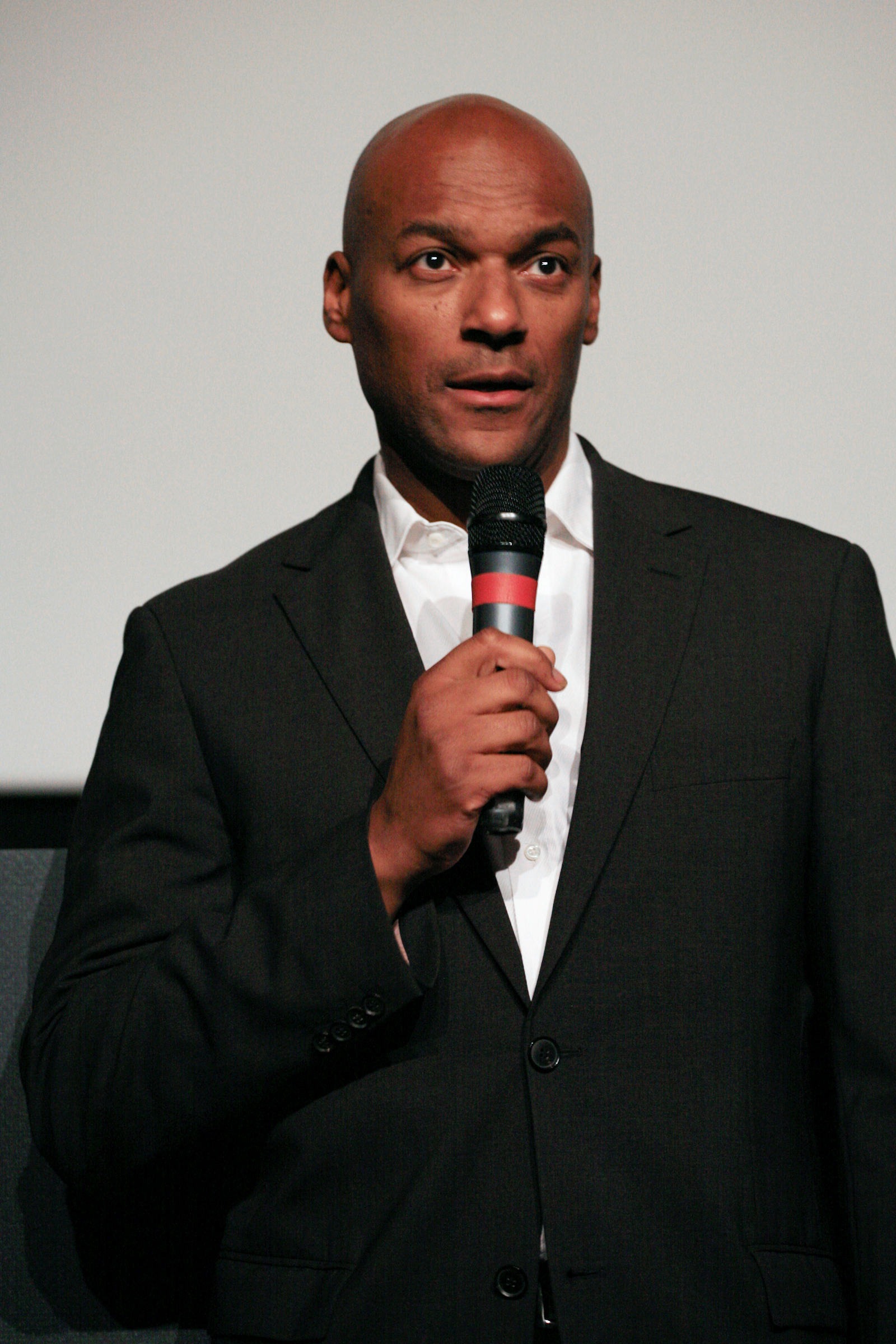
Colin Salmon interpreta il generale Coburn

## Produzione
Girata e ambientata a Londra, questa «miniserie evento» – che pur riducendo a dodici le ore narrate rispetto alla progenitrice 24, mantiene la narrazione in tempo reale già dietro al successo della serie madre –, venne annunciata per la prima volta nel maggio del 2013. Il primo teaser trailer è stato diffuso durante la trasmissione televisiva del Super Bowl XLVIII, il 2 febbraio 2014.
Il ruolo di Margot inizialmente era stato affidato all'attrice Judy Davis, la quale lasciò il cast poco prima dell'inizio delle riprese per motivi personali, venendo quindi sostituita da Michelle Fairley.